# 山本耕生
山本 耕生（やまもと こうせい、1999年8月24日 - ）は、ラグビーユニオン選手。

## 来歴
桐蔭学園高校時代に、高校日本代表に選ばれた。
2018年、明治大学に進む。
2022年、NECグリーンロケッツ東葛に加入。
2023年3月12日に行われたJAPAN RUGBY LEAGUE ONE第11節ブレイブルーパス東京戦にて途中出場でリーグワン公式戦初出場を果たした。
2025年5月、NECグリーンロケッツ東葛を退団。